# Ginnastica ai III Giochi olimpici giovanili estivi
Le gare di ginnastica ai III Giochi olimpici giovanili estivi si sono svolte dal 7 al 16 ottobre 2018 al Parque Polideportivo Roca di Buenos Aires. Sono state assegnate medaglie nella ginnastica artistica, ritmica, nel trampolino elastico e per la prima volta anche nella ginnastica acrobatica e in un evento combinato multidisciplinare a squadre miste.

## Podi

### Gare maschili
| Evento               | Oro             | Punteggio | Argento          | Punteggio | Bronzo                   | Punteggio |
| Ginnastica artistica |                 |           |                  |           |                          |           |
| Concorso individuale | Takeru Kitazono | 82,298    | Sergej Najdin    | 80,498    | Diogo Soares             | 80,265    |
| Corpo libero         | Takeru Kitazono | 13,633    | Krisztián Balázs | 13,600    | Sergej Naidin            | 13,566    |
| Cavallo con maniglie | Yin Dehang      | 13,900    | Sergej Najdin    | 13,500    | Reza Bohloulzade Hajlari | 13,241    |
| Anelli               | Takeru Kitazono | 13,533    | Felix Dolci      | 13,366    | Yin Dehang               | 13,300    |
| Volteggio            | Brandon Briones | 14,099    | Nazar Čepurnyj   | 13,983    | Jacob Karlsen            | 13,883    |
| Parallele            | Takeru Kitazono | 14,166    | Yin Dehang       | 13,800    | Sergej Najdin            | 13,633    |
| Sbarra               | Takeru Kitazono | 13,566    | Diogo Soares     | 13,266    | Krisztián Balázs         | 13,233    |
| Trampolino elastico  |                 |           |                  |           |                          |           |
| Trampolino           | Fu Fantao       | 58,030    | Andrew Stamp     | 57,475    | Benny Wizani             | 57,430    |

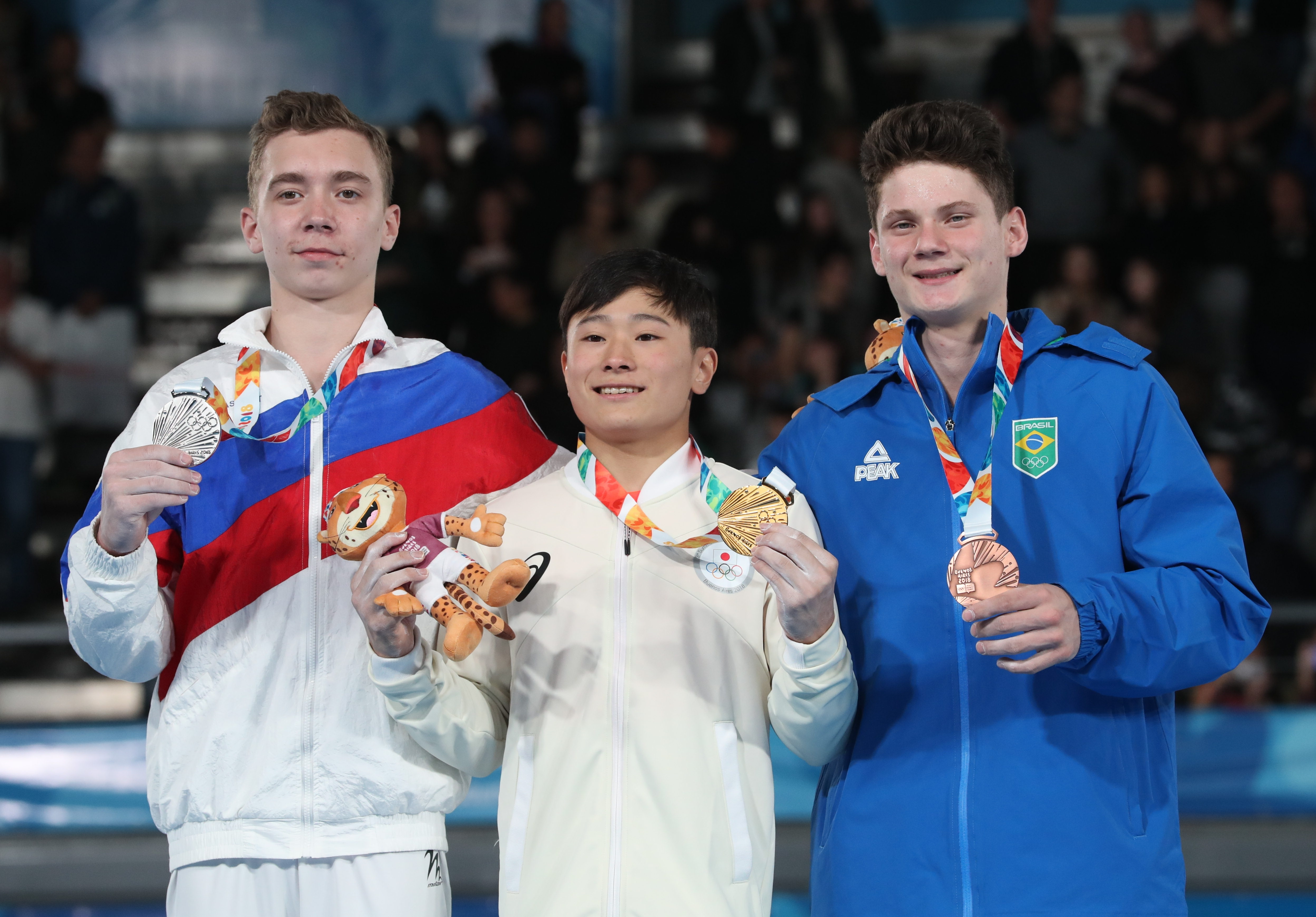
Ginnastica artistica, Concorso individuale: Sergej Najdin, Takeru Kitazono, Diogo Soares
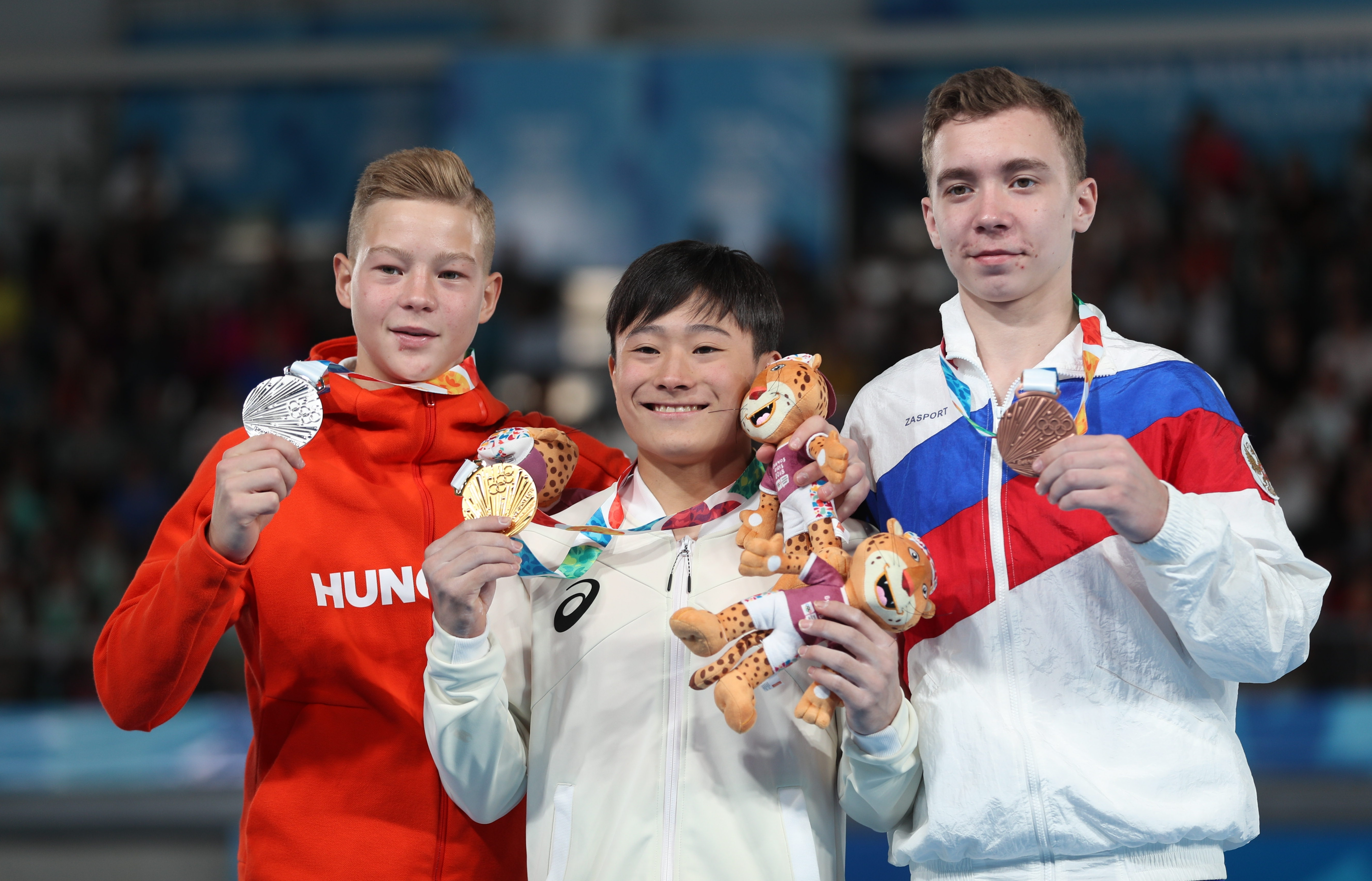
Ginnastica artistica, Corpo libero: Krisztián Balázs, Takeru Kitazono, Sergej Najdin
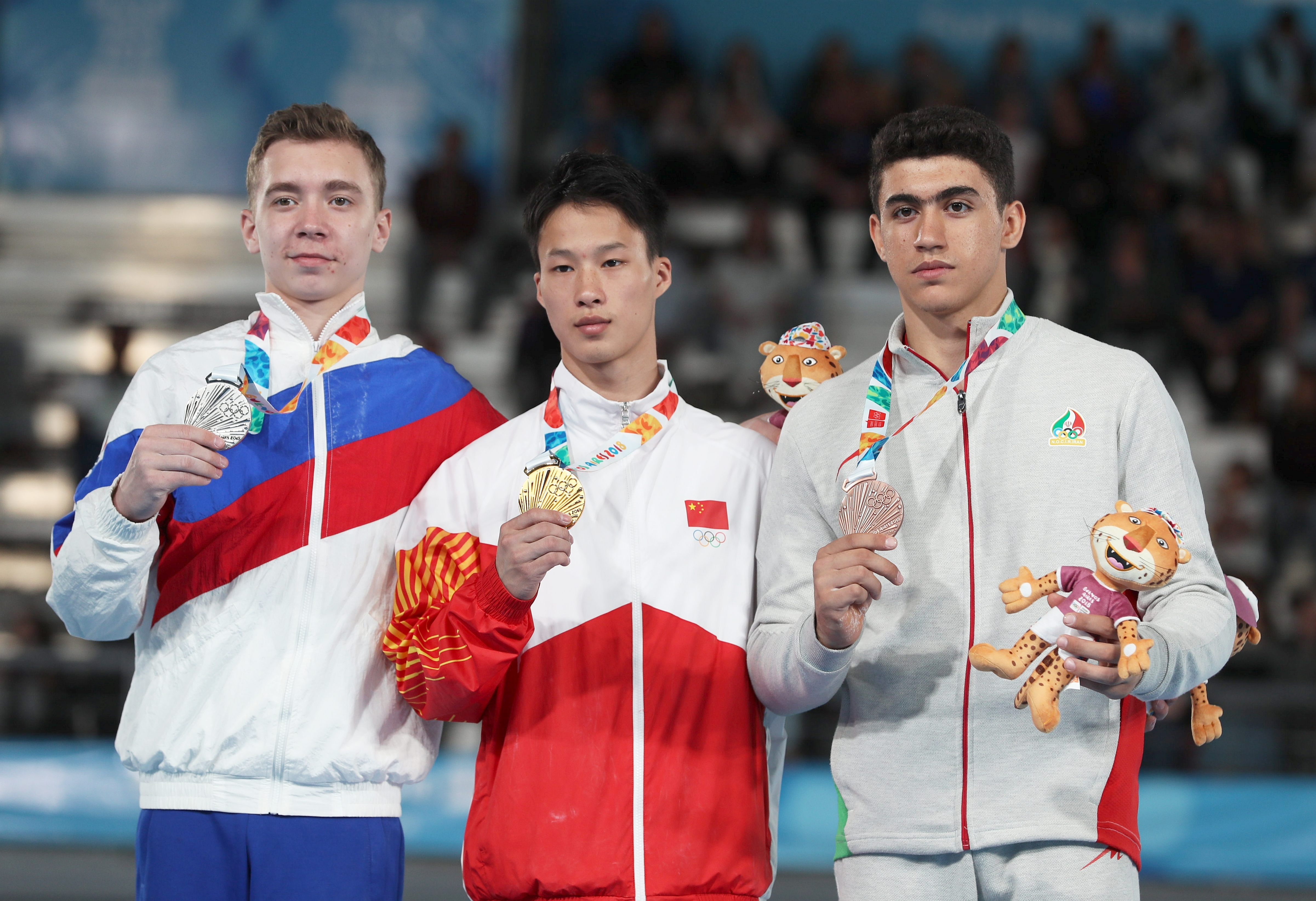
Ginnastica artistica, Cavallo con maniglie: Sergej Najdin, Yin Dehang, Reza Bohloulzadeh
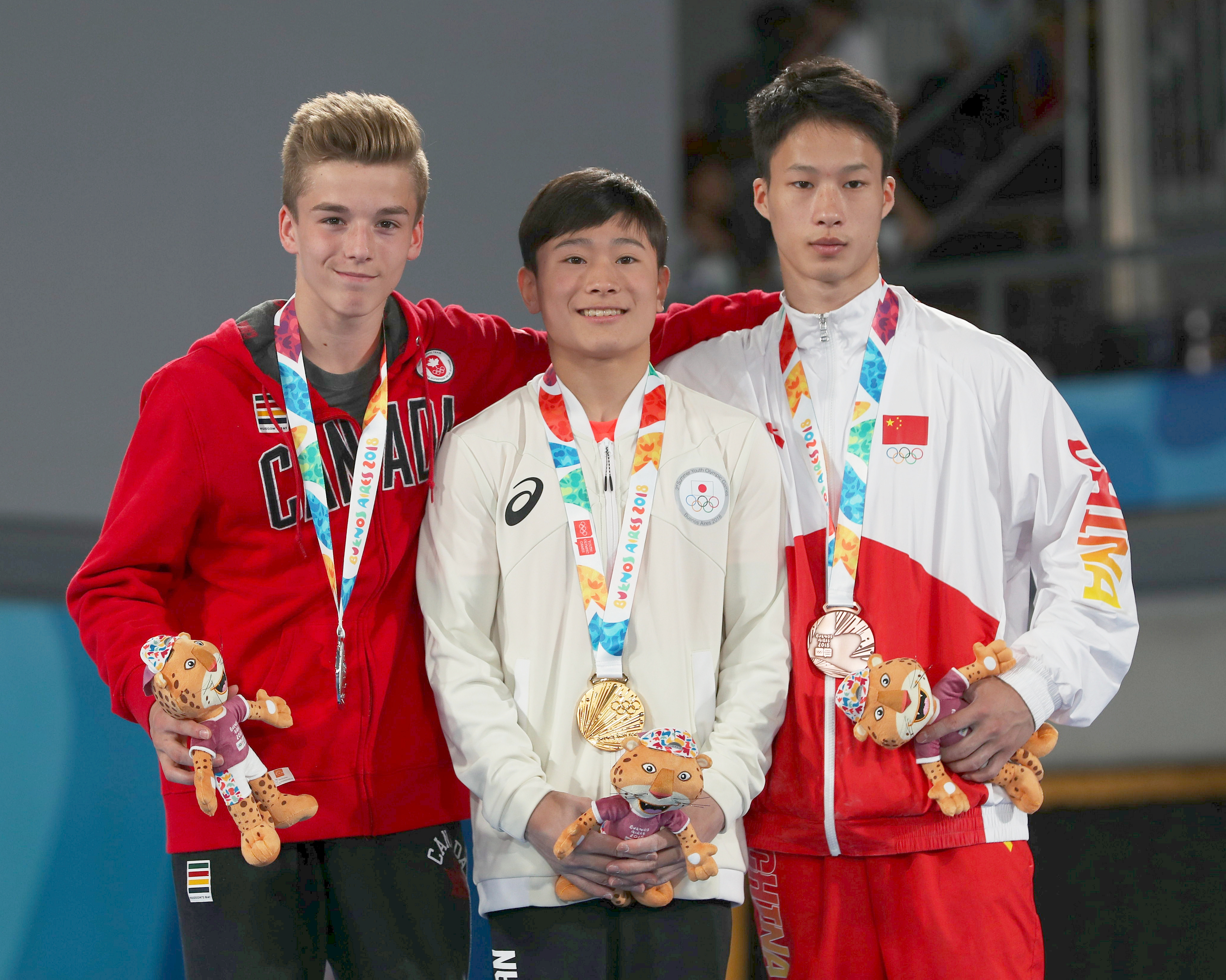
Ginnastica artistica, Anelli: Félix Dolci, Takeru Kitazono, Yin Dehang
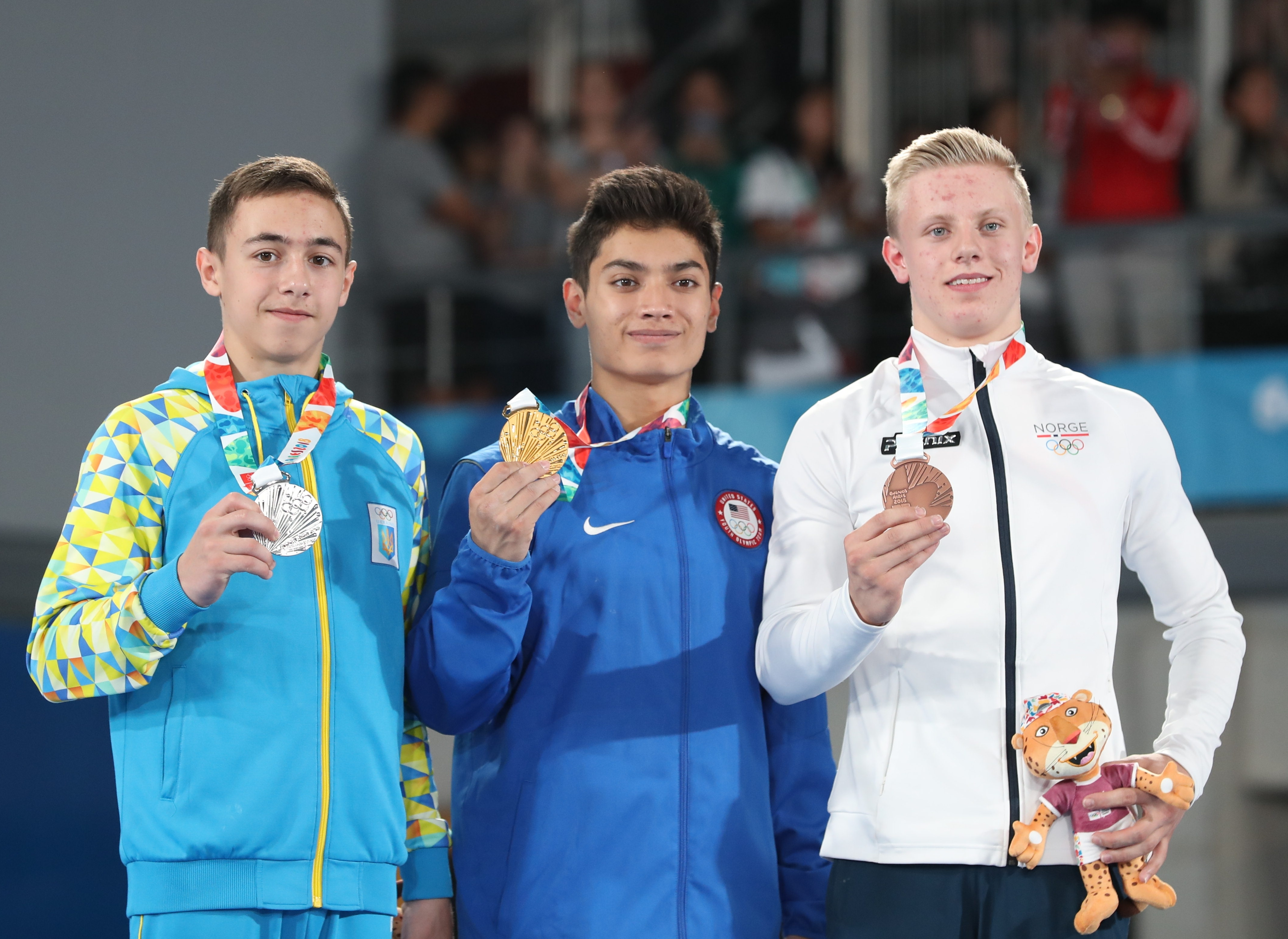
Ginnastica artistica, Volteggio: Nazar Čepurnyj, Brandon Briones, Jacob Karlsen
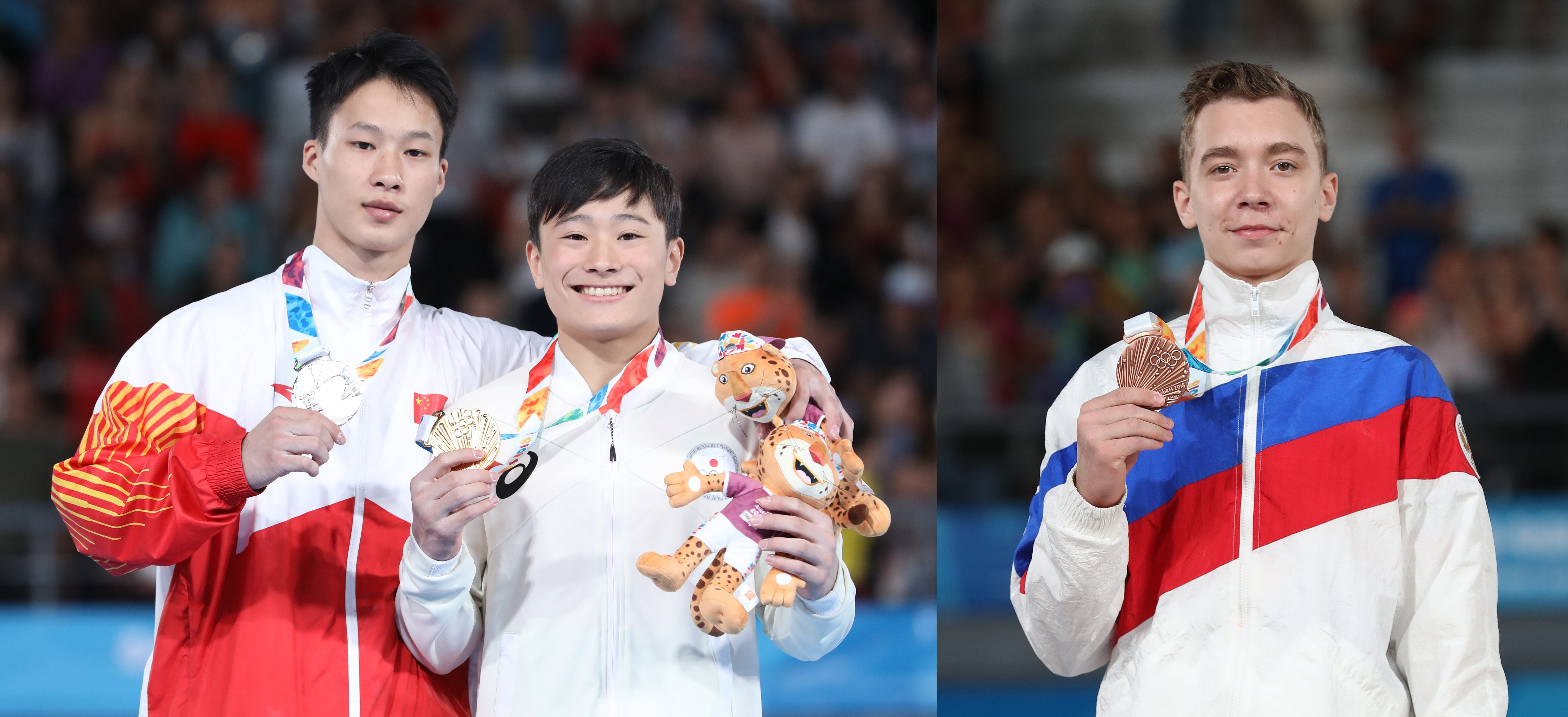
Ginnastica artistica, Parallele: Yin Dehang, Takeru Kitazono; Sergei Naydin
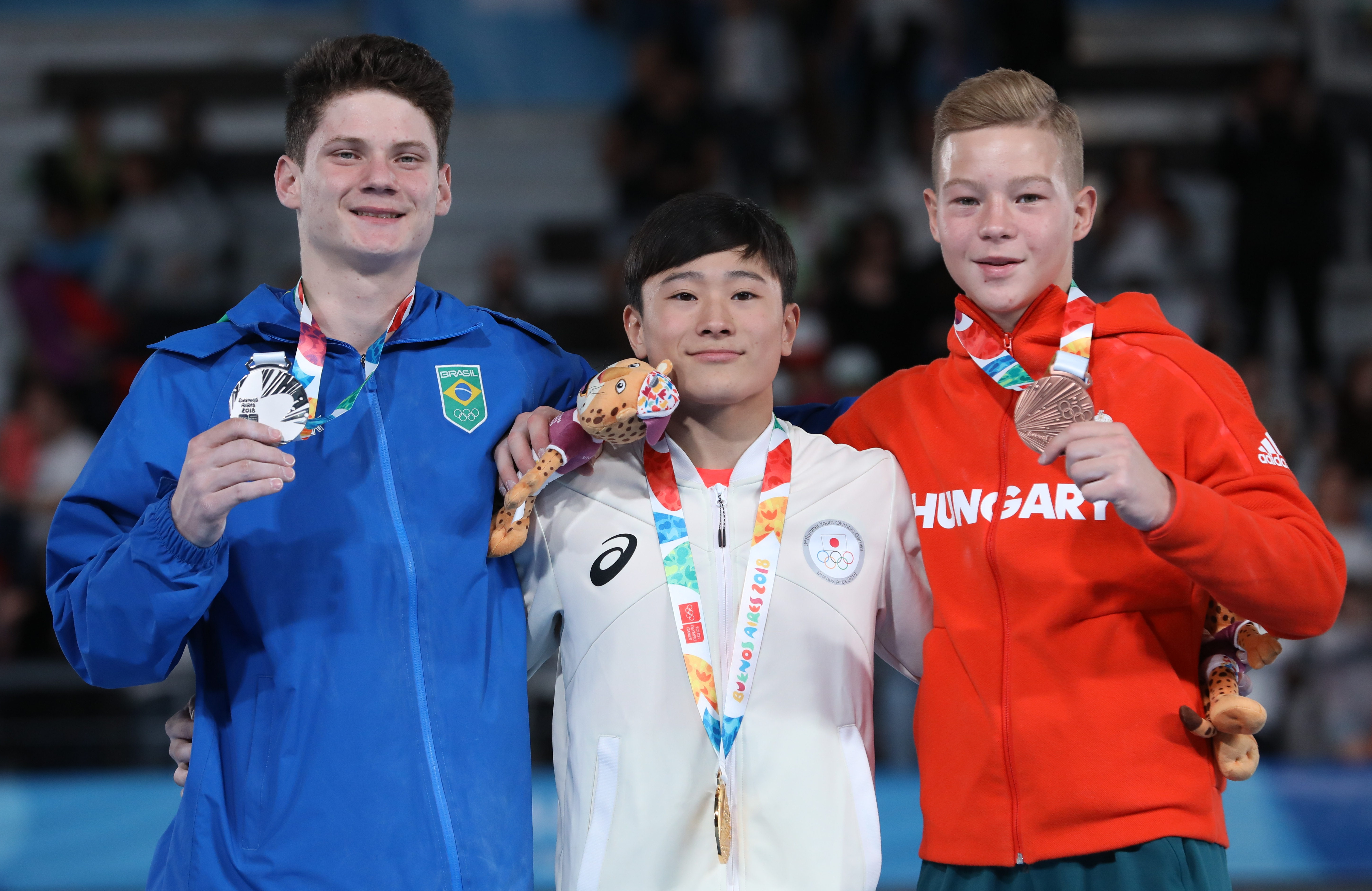
Ginnastica artistica, Sbarra: Diogo Soares, Takeru Kitazono, Krisztián Balázs
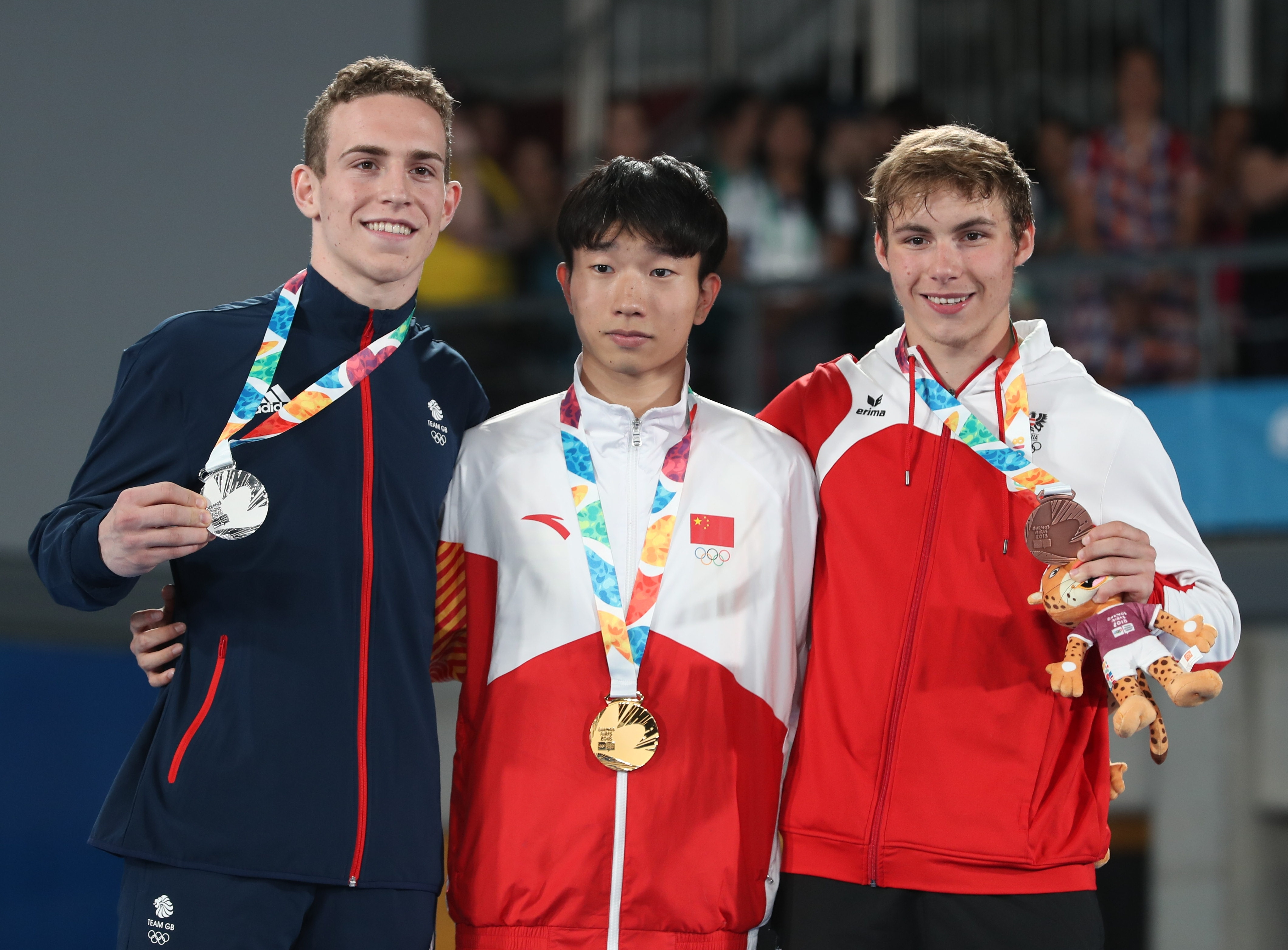
Trampolino: Andrew Stamp, Fu Fantao, Benny Wizani

### Gare femminili
| Evento                 | Oro               | Punteggio | Argento              | Punteggio | Bronzo               | Punteggio |
| Ginnastica artistica   |                   |           |                      |           |                      |           |
| Concorso individuale   | Giorgia Villa     | 54,066    | Amelie Morgan        | 53,432    | Anastasija Bačyns'ka | 52,332    |
| Volteggio              | Giorgia Villa     | 14,233    | Csenge Bácskay       | 13,933    | Emma Spence          | 13,433    |
| Parallele asimmetriche | Ksenija Klimenko  | 14,266    | Giorgia Villa        | 14,166    | Tang Xijing          | 13,900    |
| Trave                  | Tang Xijing       | 14,033    | Ksenija Klimenko     | 13,533    | Amelie Morgan        | 13,033    |
| Corpo libero           | Giorgia Villa     | 13,300    | Amelie Morgan        | 13,233    | Anastasija Bačyns'ka | 13,166    |
| Ginnastica ritmica     |                   |           |                      |           |                      |           |
| Individuale            | Dar'ja Trubnikova | 69,400    | Chrystyna Pohranyčna | 65,100    | Talisa Torretti      | 64,650    |
| Trampolino elastico    |                   |           |                      |           |                      |           |
| Trampolino             | Fan Xinyi         | 52,560    | Jessica Pickering    | 51,645    | Vera Beljankina      | 51,435    |

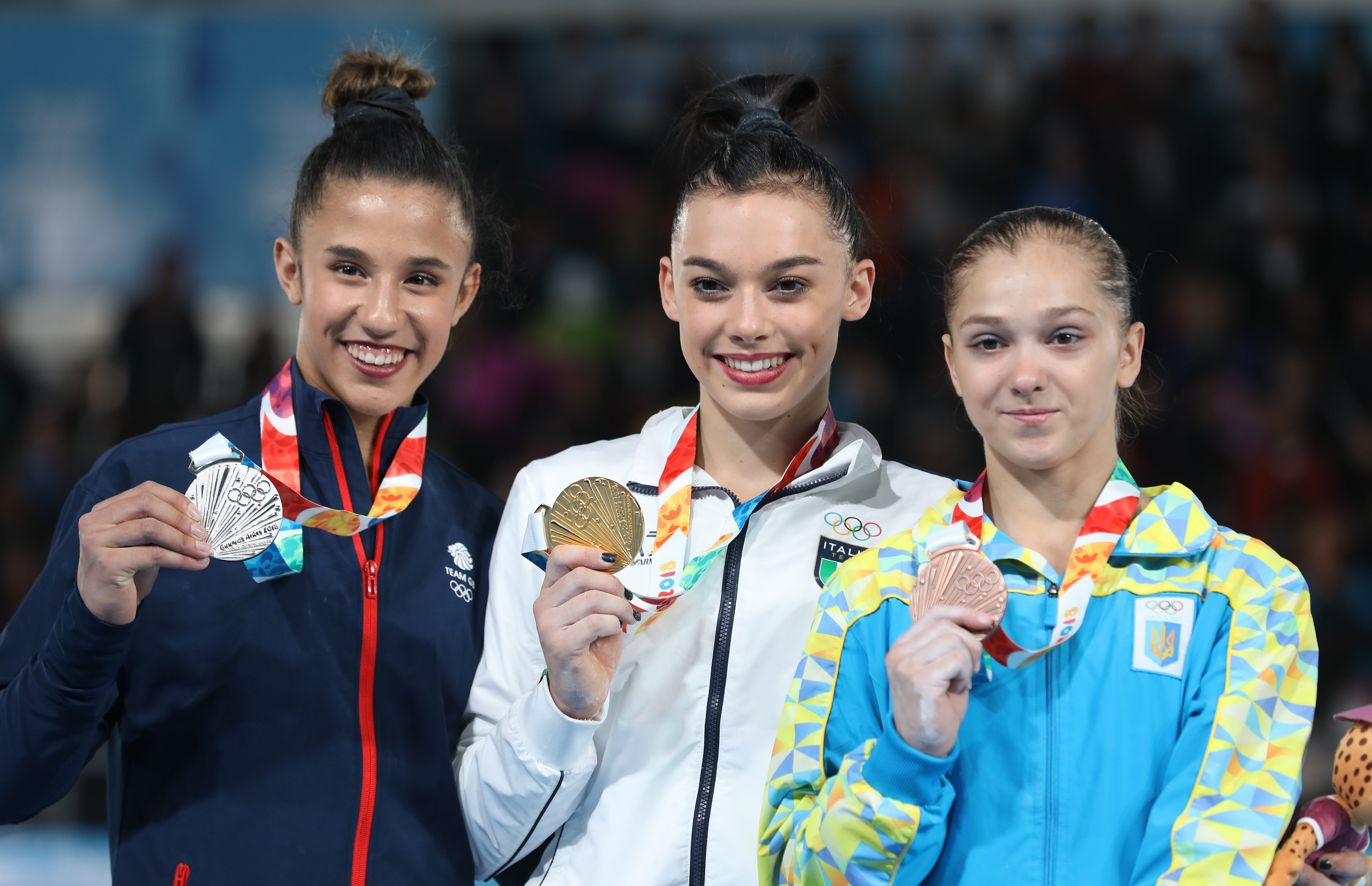
Ginnastica artistica, Concorso individuale: Amelie Morgan, Giorgia Villa, Anastasija Bačyns'ka
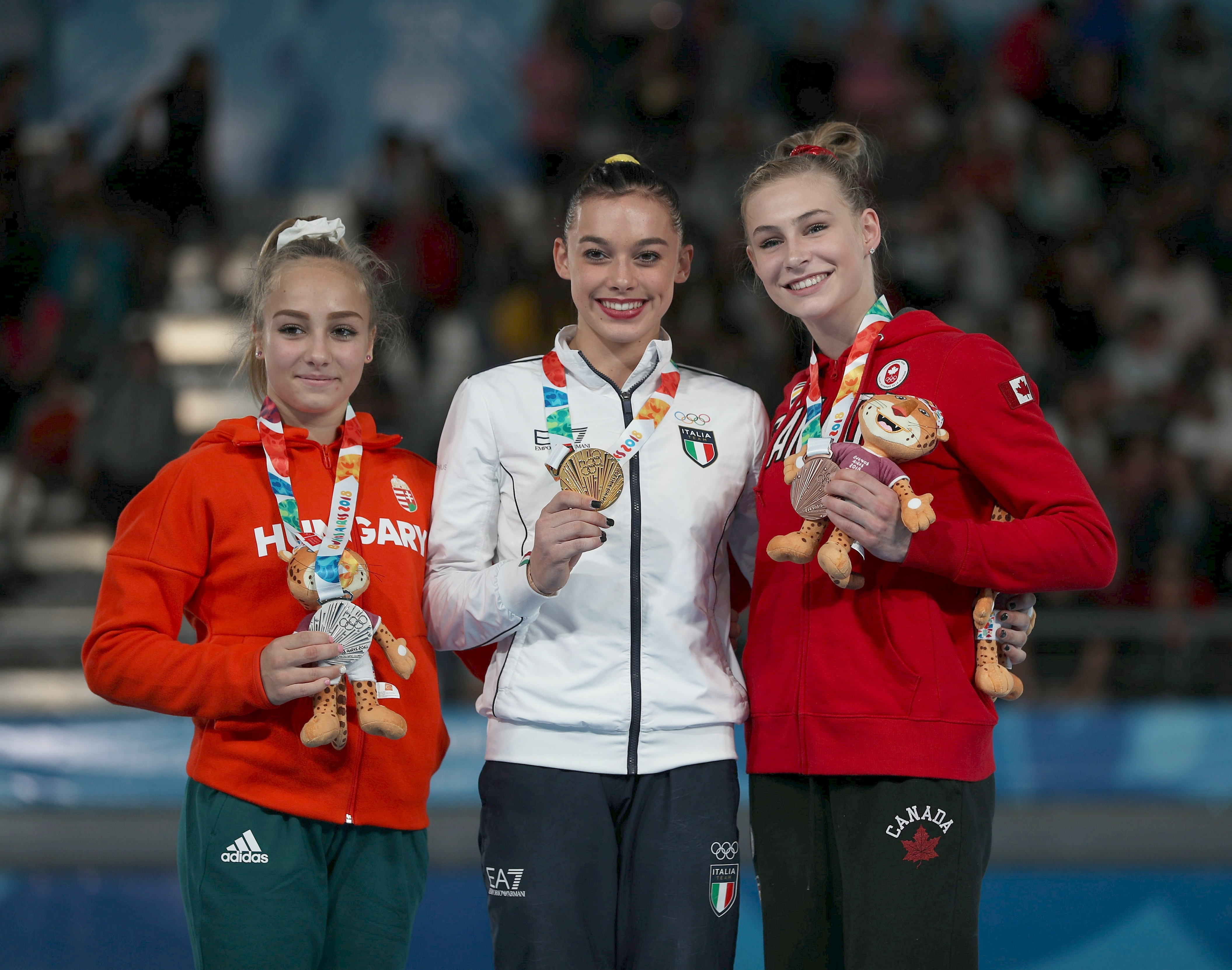
Ginnastica artistica, Volteggio: Csenge Bácskay, Giorgia Villa, Emma Spence
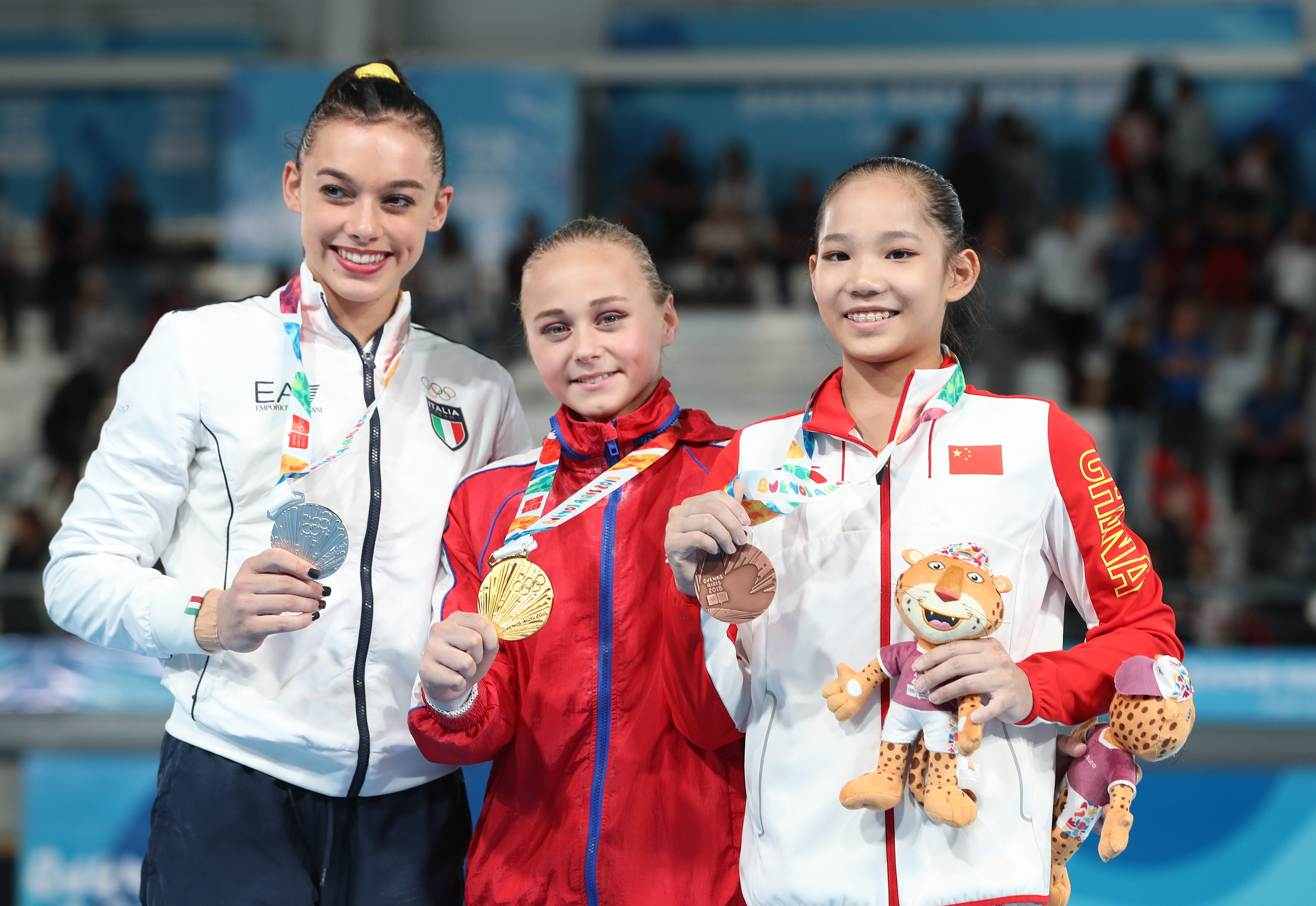
Ginnastica artistica, Parallele asimmetriche: Giorgia Villa, Ksenija Klimenko, Tang Xijing
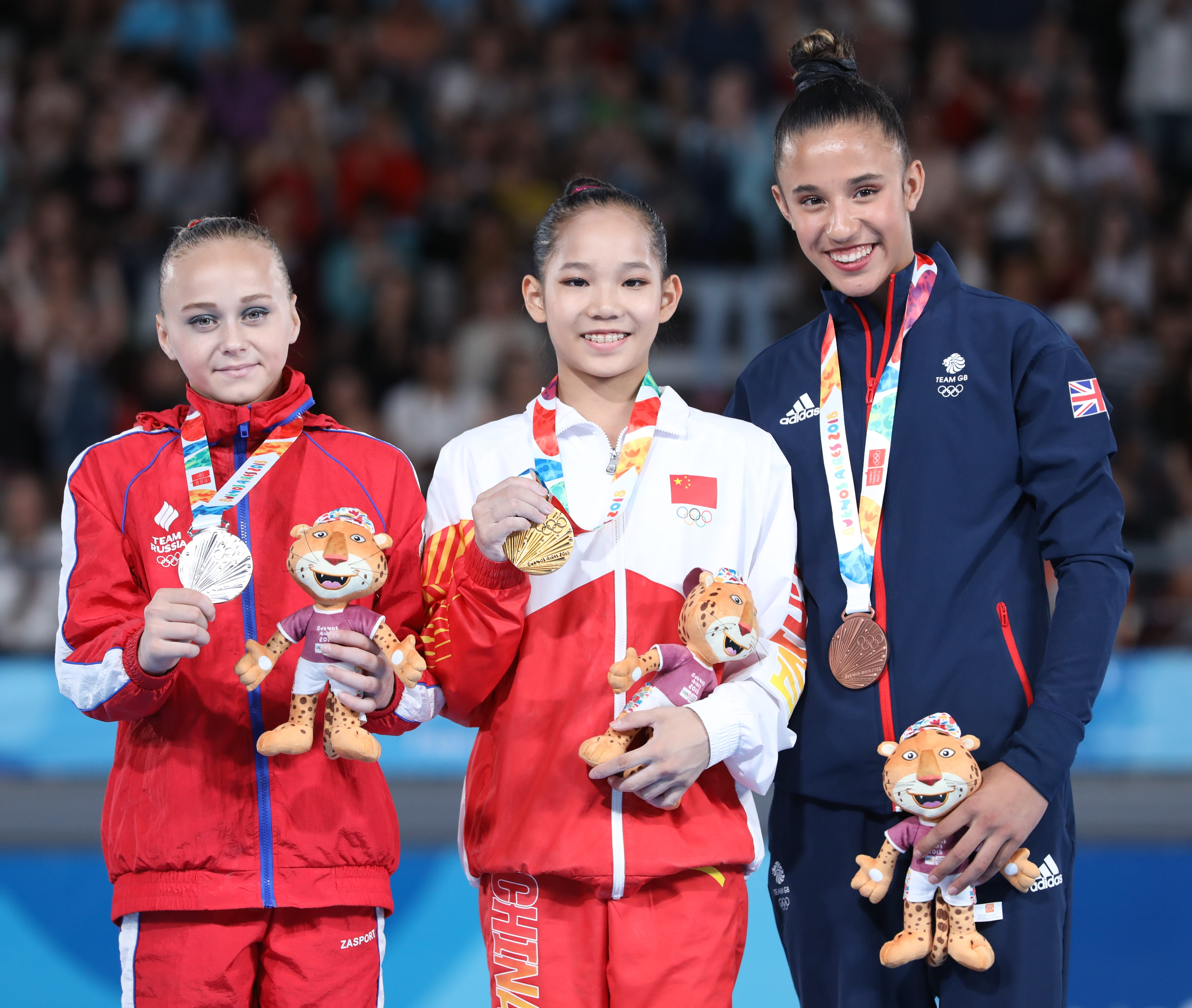
Ginnastica artistica, Trave: Ksenija Klimenko, Tang Xijing, Amelie Morgan
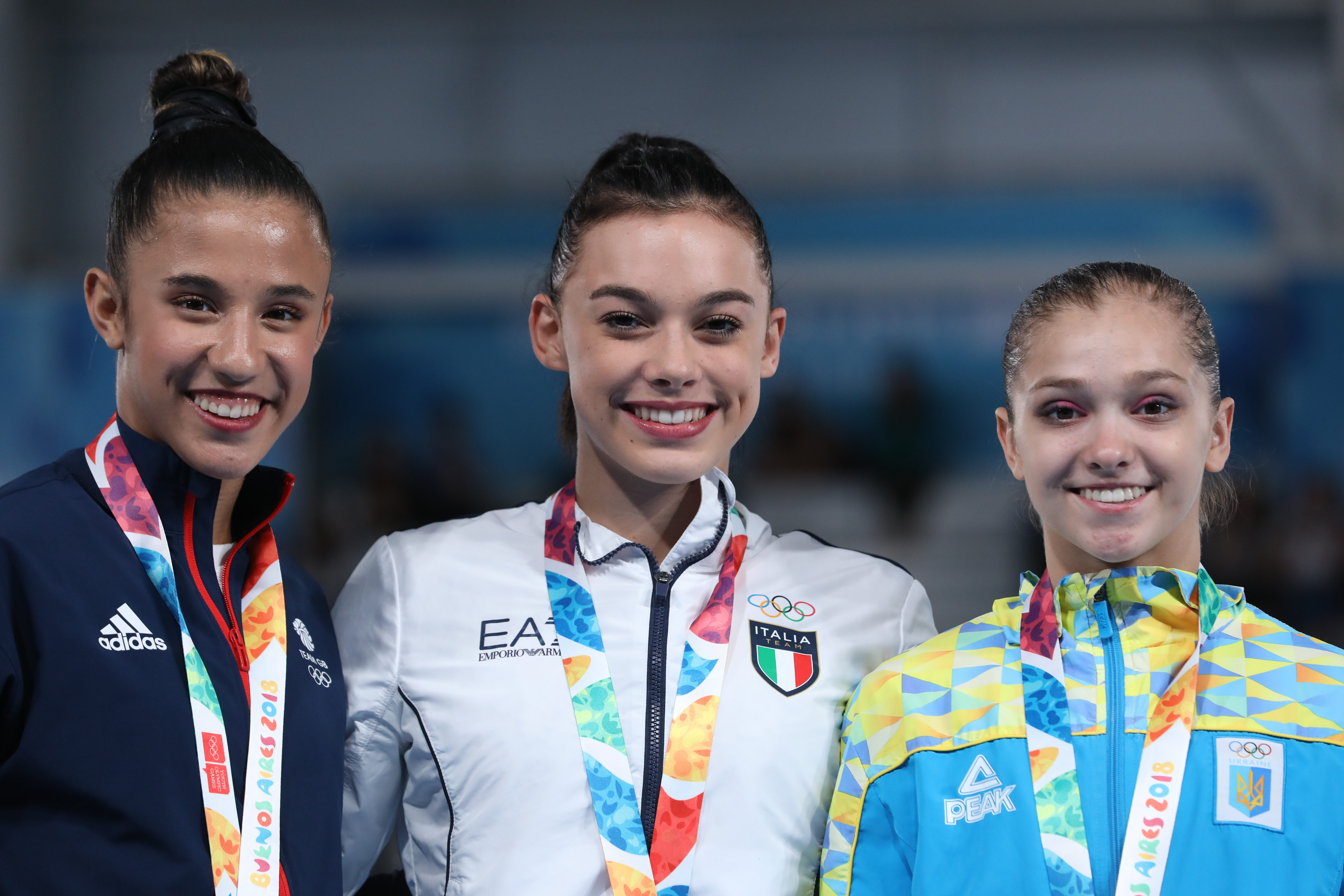
Ginnastica artistica, Corpo libero: Amelie Morgan, Giorgia Villa, Anastasija Bačyns'ka
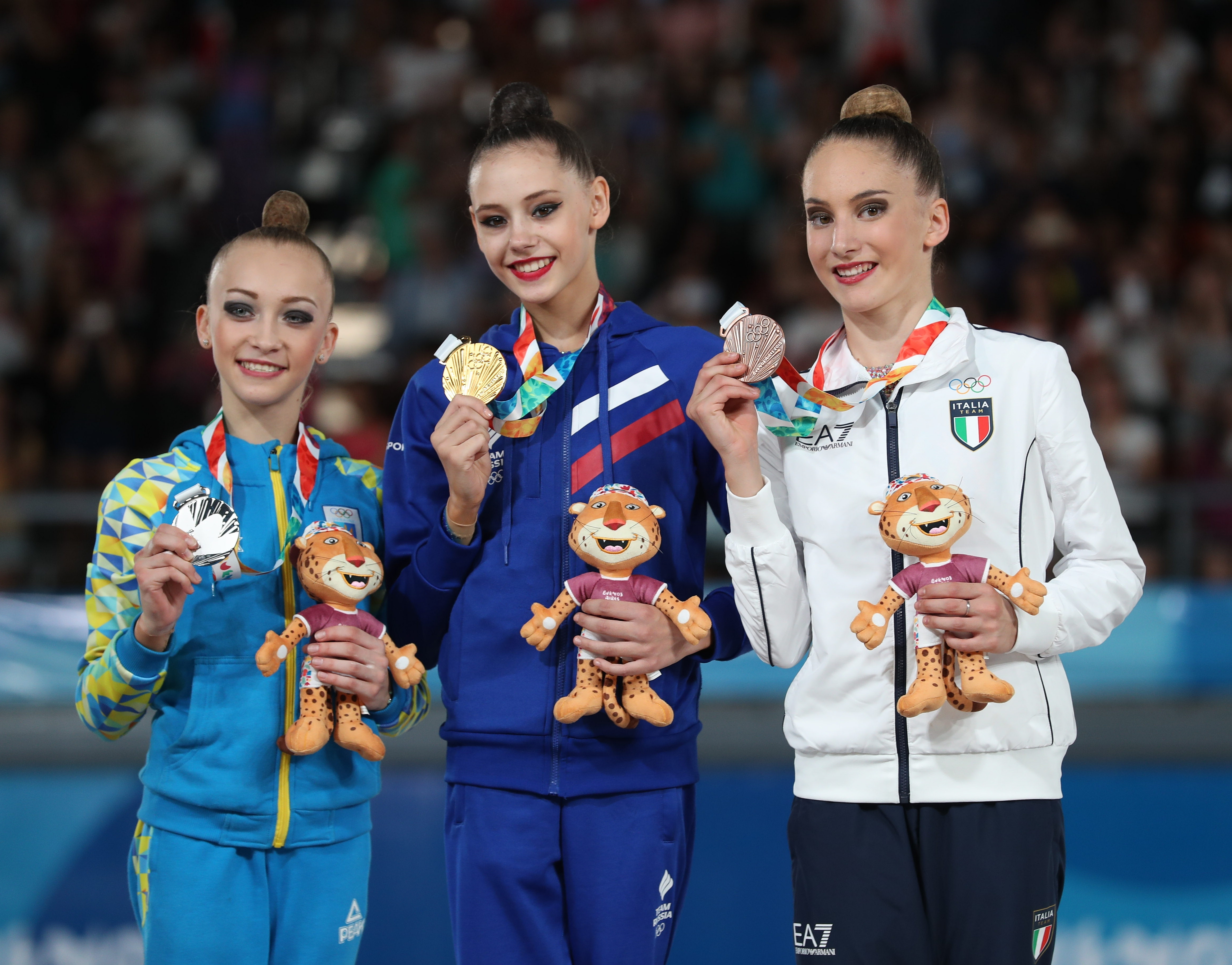
Ginnastica ritmica, Individuale: Chrystyna Pohranyčna, Dar'ja Trubnikova, Talisa Torretti
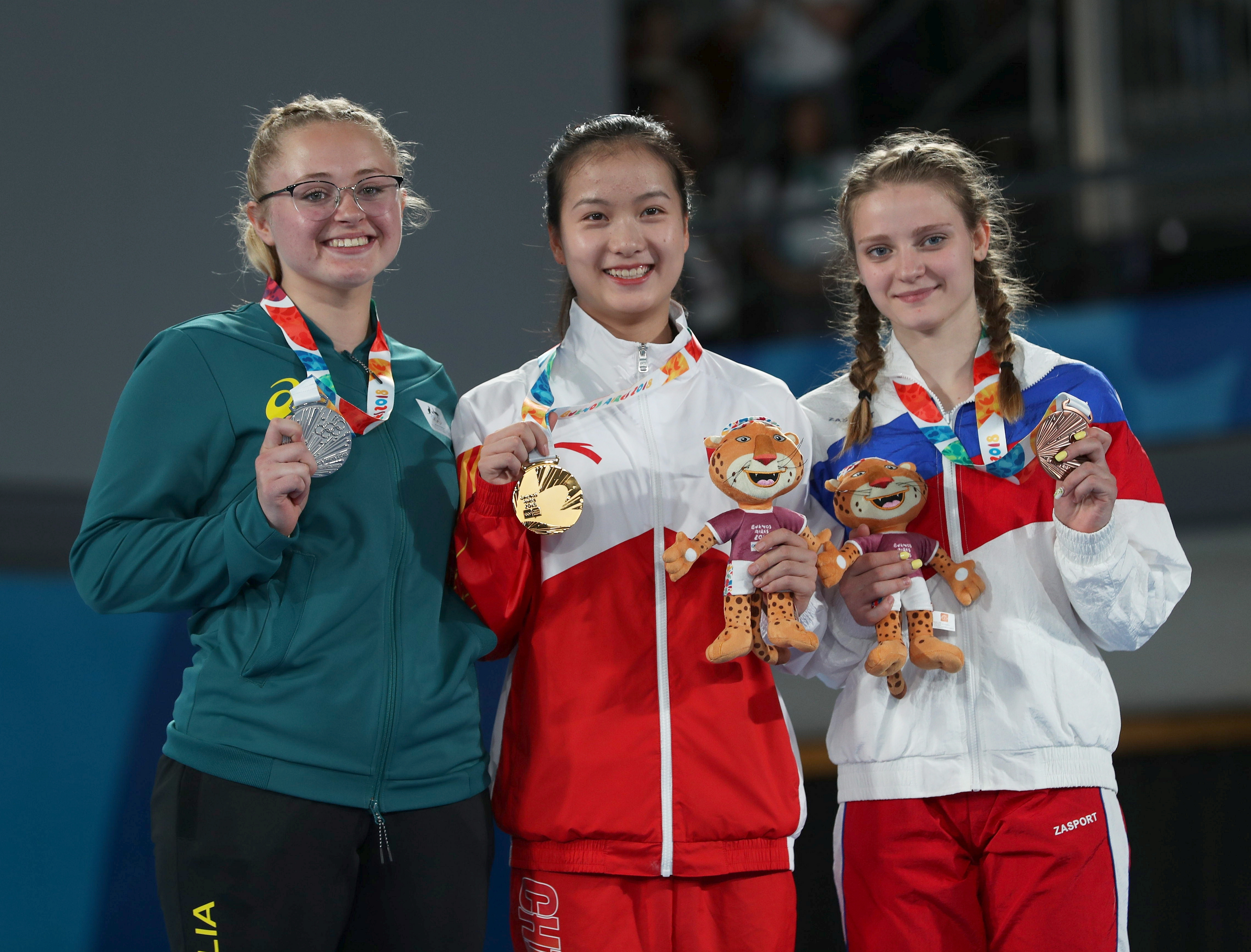
Trampolino: Jessica Pickering, Fan Xinyi, Vera Beljankina

### Gare miste
| Evento                                   | Oro | Punteggio | Argento | Punteggio | Bronzo | Punteggio |
| Ginnastica acrobatica                    | |           | |           | |           |
| A coppie miste                           | Bulgaria Mariela Kostadinova Panajot Dimitrov | 27,850    | Israele Noa Kazado Yakar Yonatan Fridman | 27,590    | Ucraina Daryna Plochotnjuk Oleksandr Madej | 27,450    |
| Evento multidisciplinare                 | |           | |           | |           |
| Evento multidisciplinare a squadre miste | Team Simone Biles Mariela Kostadinova Panajot Dimitrov Ruan Lange Krisztián Balázs Nazar Čepurnyj Tamara Ong Nhu Phuong Pham Alba Petisco Talisa Torretti Dar'ja Trubnikova Yelyzaveta Luzan Liam Christie Fan Xinyi |           | Team Max Whitlock Madalena Cavilhas Manuel Candeias Fernando Espindola Takeru Kitazono Pablo Calvache Camila Montoya Ksenija Klimenko Zeina Ibrahim Rayna Hoh Roza Abitova Adelina Beljajeva Robert Vilarasau Jessica Clarke |           | Team Oksana Chusovitina Viktoryja Achotnikava Illja Famenkoŭ Brandon Briones Adam Tobin Mohamed Afify Indira Ulmasova Karla Pérez Tonya Paulsson Lidiia Iakovleva Aino Yamada Lily Rotaermel Santiago Escallier Antonia Sakellaridou |           |

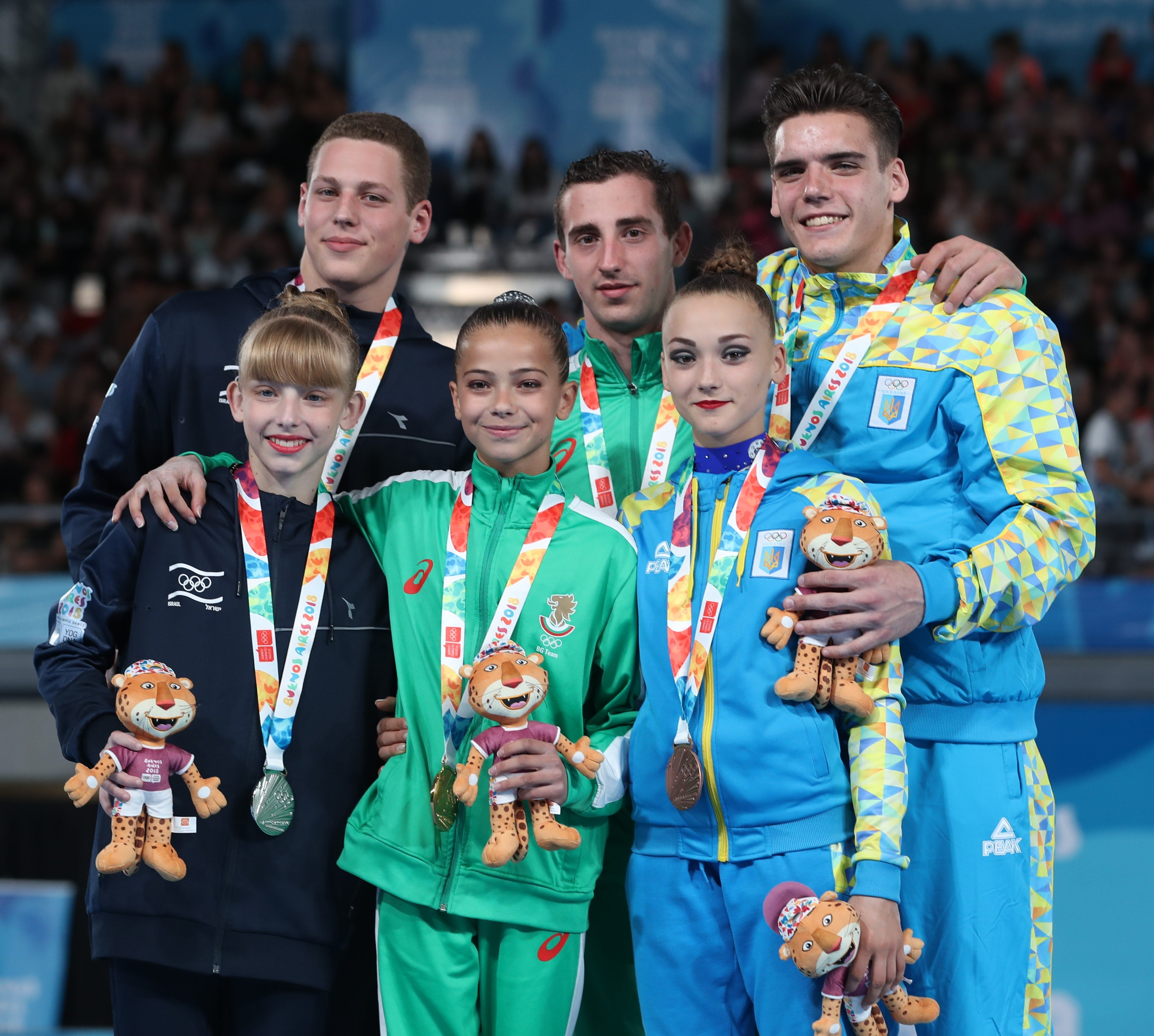
Ginnastica acrobatica: Noa Yakar, Yonatan Fridman; Mariela Kostadinova, Panajot Dimitrov; Daryna Plochotnjuk e Oleksandr Madej
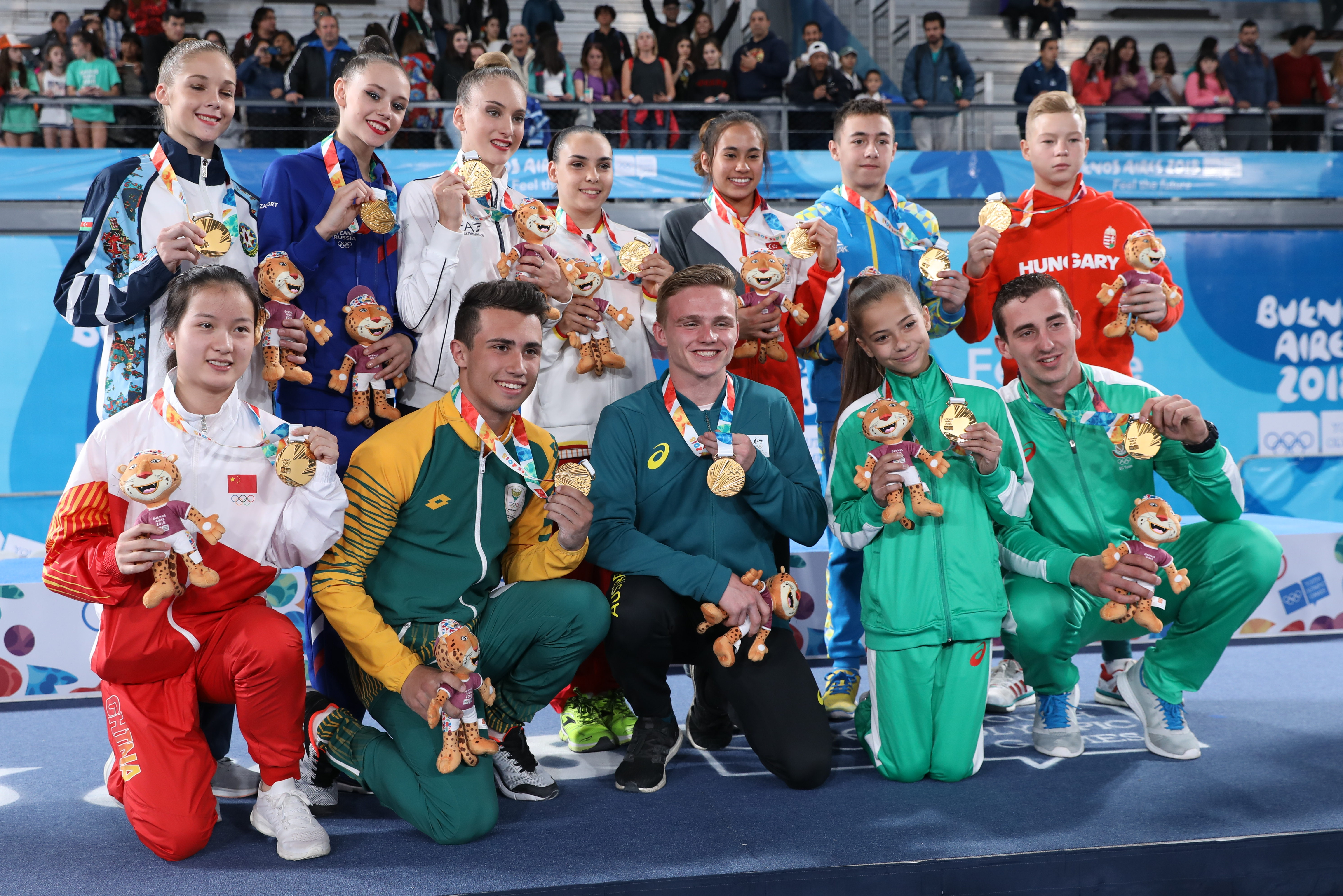
Evento multidisciplinare, Team Simone Biles
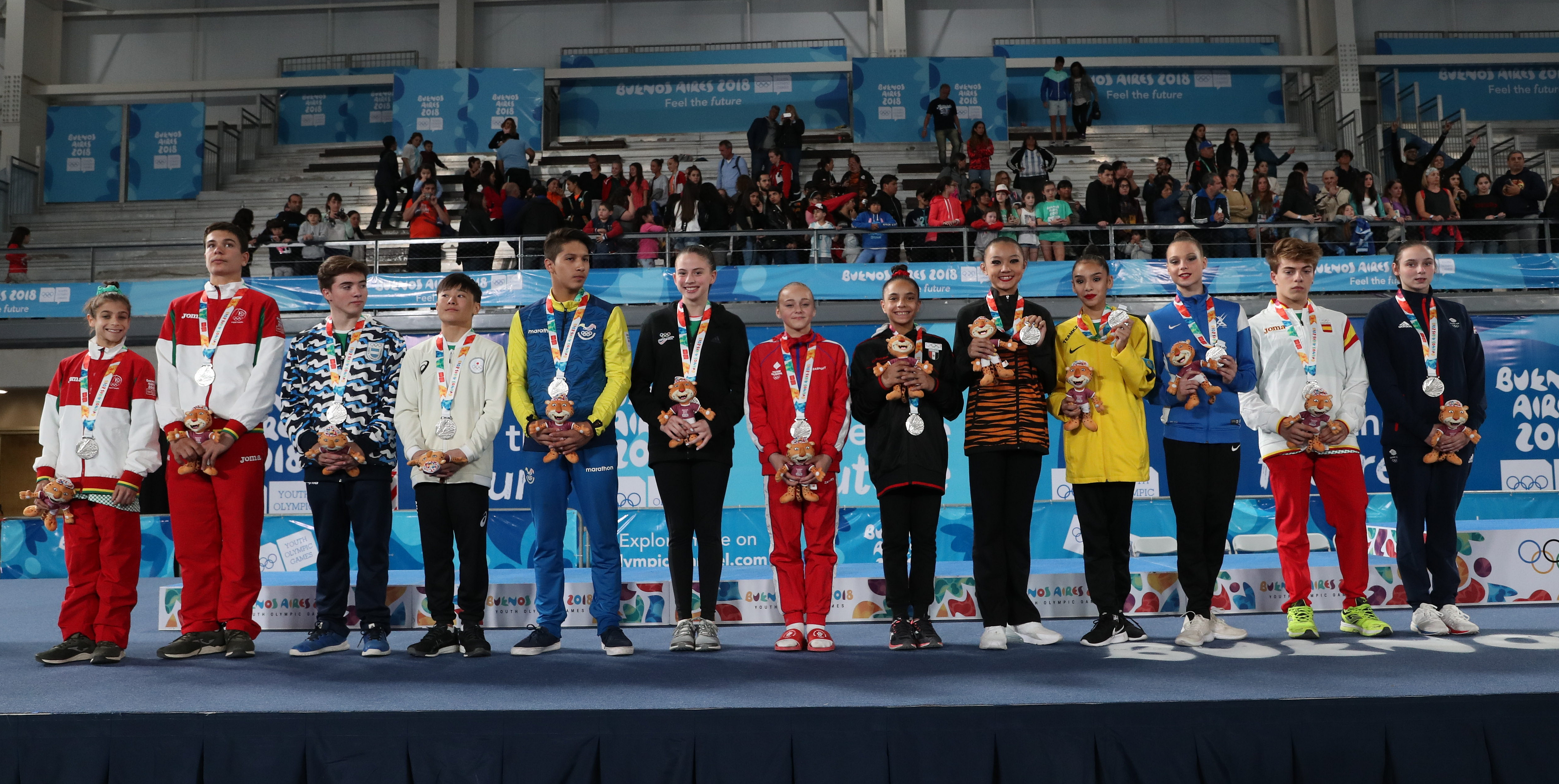
Evento multidisciplinare, Team Max Whitlock
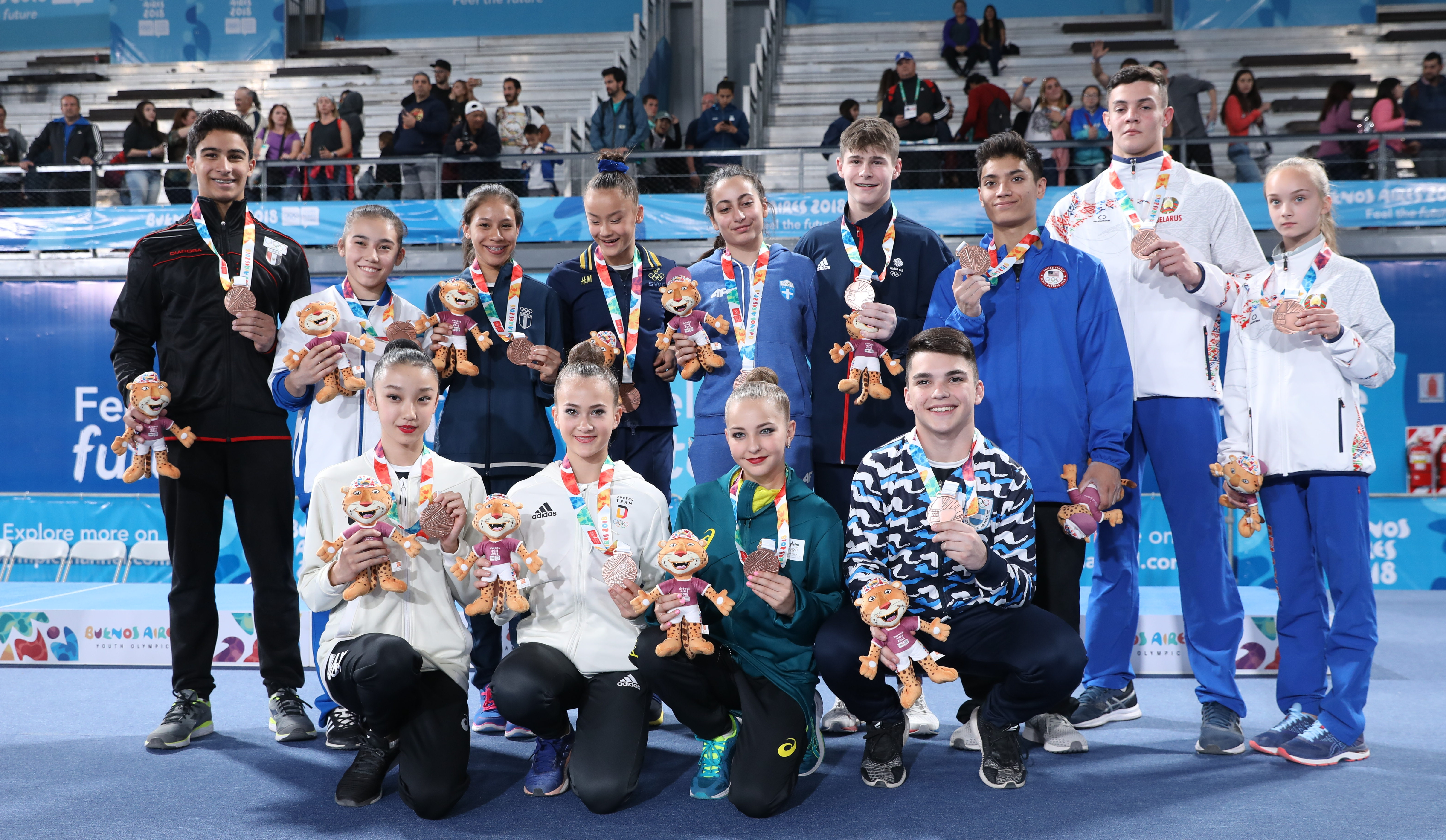
Evento multidisciplinare, Team Oksana Chusovitina

- Wikimedia Commons contiene immagini o altri file su ginnastica acrobatica ai III Giochi olimpici giovanili estivi

- Wikimedia Commons contiene immagini o altri file su evento multidisciplinare ai III Giochi olimpici giovanili estivi